# Hjem-IS
Hjem-IS er et dansk ismærke, der siden 1. juli 2017 har været ejet af ismejeriet Mejerigaarden.
Salg og distribution i Danmark sker gennem både lønmodtagere samt selvstændige Hjem-IS forhandlere, som dækker hele landet med godt 100 Hjem-Is-biler. Hjem-IS er især kendt for den karakteristiske klokke som flittigt bruges, når de lyseblå biler kører rundt i hele Danmark og leverer is direkte ud til kunderne.
Efter i en årrække at have været ejet af Nestlé kom Hjem-IS pr. 1. januar 2014 tilbage på danske hænder, købte fire private investorer via selskabet Hjem-IS Danmark A/S. Den 1. juli 2017, overtog Premier Is virksomheden.

## Historie
Hjem-IS blev startet i Danmark i 1976 efter en svensk idé om at sælge is direkte til forbrugeren uden at isen nåede at tø på vejen. Det lykkedes med stor succes og Hjem-IS er i dag netop kendt for deres specielle distributionssystem hvor isbilerne leverer is direkte ud til kunderne.
Allerede i 2004 var Hjem-IS i gang med at udstyre alle biler med GPS som først blev brugt til ruteplanlægning, men som følge af den teknologiske udvikling nu også bruges så kunderne hele tiden kan se hvor Hjem-IS bilen er og ud fra placeringen få tilsendt en SMS når bilen nærmer sig.
Frem til 2009 blev størstedelen af isen produceret i Danmark, mens produktionen nu sker i både Danmark, Tyskland og Sverige. I de seneste år har sortimentet ændret sig og nu sælges der blandt andet også pizza og andre frosne retter fra Hjem-IS bilen.
For nylig har Hjem-IS udvidet deres koncept til nu også at omfatte styk-salg af is fra kiosker, bagere og andre butikker, og går dermed ind på et marked der tidligere har været domineret af Premier Is og Frisko.
I december 2013 fusionerede Hjem-IS med konkurrenten Viking-IS og det betød at Hjem-IS nu atter er tilbage på danske hænder. I 2017 overtog Premier Is virksomheden.
I november 2023 skiftede Hjem-IS navn til Fråst med dette formål at fokusere på flere andre frosne varer end is. Navneændringen vakte stor opsigt og efter negative reaktioner fra kunder ændrede virksomheden i marts 2024 igen navnet til Hjem-IS. Samtidig erkendte virksomhedens direktør, Torben Meng, at det var en stor fejl at ændre det velkendte navn.